# Eterodossia (economia)

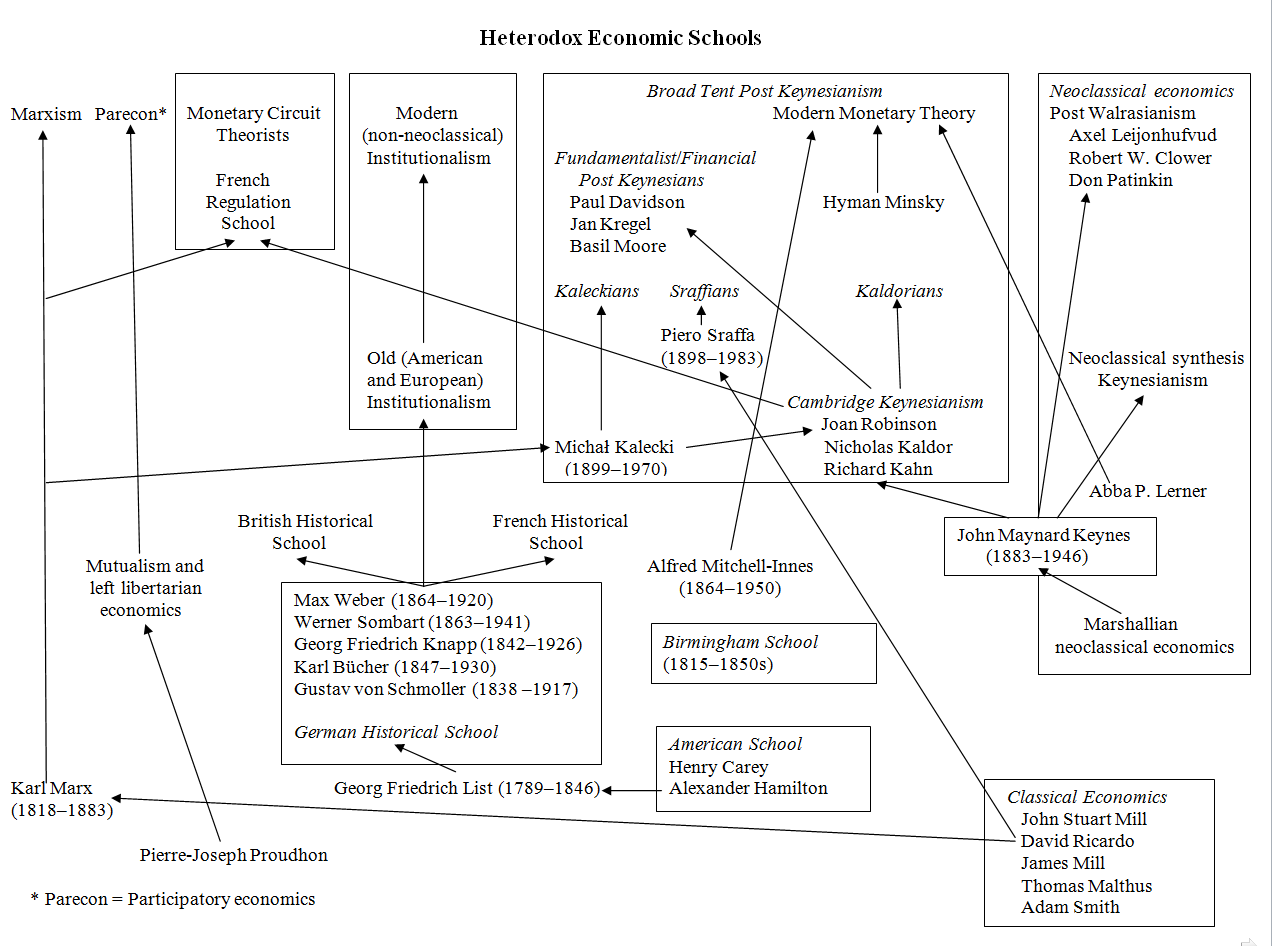
Albero genealogico delle Economie Eterodosse.

Eterodossia è un termine che può essere usato in contrapposizione alle teorie economiche tradizionali.
L'eterodossia è un termine generico che può coprire varie scuole di pensiero o teorie che possono, per esempio, includere l'economia istituzionale, evolutiva, georgista, austriaca, femminista, sociale, post-keynesiana (da non confondere con la teoria neo-keynesiana), ecologica, marxiana.
L'economia ortodossa o tradizionale si occupa di "razionalità, individualismo ed equilibrio", mentre l'economia eterodossa tratta il "nesso tra istituzioni, storia, struttura sociale". Molti economisti considerano l'economia eterodossa "marginale" e "irrilevante", con poca o nessuna influenza sulla stragrande maggioranza degli economisti accademici nel mondo di lingua inglese.
Una recente ricerca ha documentato diversi importanti gruppi di economisti eterodossi. L'International Confederation of Associations for Pluralism in Economics (ICAPE) non fornisce una definizione di "economia eterodossa", ma limita la sua missione "alla promozione del pluralismo in economia".
Uno studio suggerisce quattro fattori chiave delle analisi eterodosse: storia, sistemi naturali, incertezza e potere.

## Storia
Numerose scuole eterodosse di pensiero economico sfidarono il dominio dell'economia neoclassica dopo la rivoluzione neoclassica degli anni 1870. Oltre ai critici socialisti del capitalismo, le scuole eterodosse in questo periodo includevano sostenitori di varie forme di mercantilismo, la scuola storica e sostenitori di teorie monetarie non ortodosse come il credito sociale. Altre scuole eterodosse attive prima e durante la Grande Depressione includevano la tecnocrazia e il georgismo.
Fisici e biologi sono stati i primi a utilizzare i flussi di energia per spiegare lo sviluppo sociale ed economico. Joseph Henry, un fisico americano e primo segretario dello Smithsonian Institution, ha osservato che il "principio fondamentale dell'economia politica è che il lavoro fisico dell'uomo può essere migliorato solo da ... la trasformazione della materia da uno stato grezzo in una condizione artificiale ... spendendo ciò che si chiama potere". Il sorgere e la diffusione dell'economia keynesiana, in risposta all'elevata disoccupazione dovuta alla Crisi del 1929, ha contribuito al calo delle scuole ortodosse negli anni '50 e '60.
Dopo il 1945, la sintesi neoclassica dell'economia keynesiana ha portato a una posizione dominante basata su una divisione del campo in microeconomia (generalmente neoclassica ma con una teoria del fallimento del mercato recentemente sviluppata) e in macroeconomia (divisa tra opinioni keynesiane e monetariste su questioni come il ruolo della politica monetaria). Gli austriaci e i post-keynesiani che dissentivano da questa sintesi emersero come scuole eterodosse definite. Inoltre, le scuole marxiste e istituzionaliste sono rimaste attive.
Fino al 1980 i temi più importanti dell'economia eterodossa nelle sue varie forme includevano:
1. rifiuto della concezione individuale atomistica a favore di una concezione individuale socialmente radicata;
2. enfasi sul tempo come processo storico irreversibile;
3. ragionamento in termini di reciproche influenze tra individui e strutture sociali.

Dal 1980 circa l'economia tradizionale è cresciuta al'influenza di nuovi programmi di ricerca, tra cui l'economia comportamentale, l'economia della complessità, l'economia evolutiva, l'economia sperimentale e la neuroeconomia. Di conseguenza, alcuni economisti eterodossi, come John B. Davis, hanno proposto che la definizione di economia eterodossa debba essere adattata a questa nuova realtà più complessa:
... l'economia eterodossa post-1980 è una struttura complessa, composta da due tipi di lavori eterodossi ampiamente diversi, ognuno differenziato internamente con una serie di programmi di ricerca con origini e orientamenti storici diversi: la tradizionale eterodossia di sinistra, familiare alla maggior parte, e la "nuova eterodossia" derivante da altre importazioni scientifiche.

## Rifiuto dell'economia neoclassica
Non esiste un'unica "teoria economica eterodossa"; esistono molte "teorie eterodosse" differenti. Esse condividono, tuttavia, il rifiuto dell'ortodossia neoclassica come strumento appropriato per comprendere il funzionamento della vita economica e sociale. Le ragioni di questo rifiuto possono variare. Alcuni degli elementi che si trovano comunemente nelle critiche eterodosse sono elencati di seguito.

### Critica al modello neoclassico del comportamento individuale
Uno dei principi più ampiamente accettati dell'economia neoclassica è l'assunzione della "razionalità degli agenti economici". In effetti, per alcuni economisti, la nozione di comportamento massimizzante razionale è considerata sinonimo di comportamento economico (Becker 1976, Hirshleifer 1984). Gli studi che non si basano sul presupposto della razionalità sono considerate al di fuori dell'ambito delle scienze economiche (Landsberg 1989, 596). L'economia neoclassica assume a priori che gli agenti siano razionali e che cerchino di massimizzare la loro utilità individuale (o profitti) soggetta a vincoli. Questi presupposti forniscono la spina dorsale per la teoria della scelta razionale.

Molte scuole eterodosse criticano il modello homo economicus del comportamento umano utilizzato nel modello neoclassico standard. Una versione tipica della critica è quella di Satya Gabriel:
La teoria economica neoclassica è fondata su una particolare concezione della psicologia umana, del libero arbitrio o del processo decisionale. Si presume che tutti gli esseri umani prendano decisioni economiche in modo da massimizzare il piacere o l'utilità. Alcune teorie eterodosse respingono questa ipotesi di base della teoria neoclassica, sostenendo una diversa visione di come vengono prese le decisioni economiche e/o di come funziona la psicologia umana. È possibile accettare l'idea che gli esseri umani ricerchino il piacere, ma si deve respingere l'idea che le decisioni economiche siano governate da tale ricerca del piacere. Gli esseri umani, potrebbero non essere in grado di fare scelte coerenti con la massimizzazione del piacere a causa di vincoli sociali e/o di coercizioni. Gli esseri umani potrebbero anche non essere in grado di valutare correttamente gli esiti delle loro azioni. Ed è anche possibile che la nozione di ricerca del piacere sia essa stessa un'ipotesi insignificante perché è impossibile da testare o troppo generica per poter essere confutata. Le teorie economiche che rifiutano l'assunzione di base delle decisioni economiche come risultato della massimizzazione del piacere sono eterodosse.
Shiozawa sosteneva che gli agenti economici agiscono in un mondo complesso e quindi impossibile per loro raggiungere il massimo punto di utilità. Si comportano invece scegliendo, in base alla situazione, tra le molte regole già pronte.

### Critica al modello neoclassico di equilibrio del mercato
Se vi è un gran numero di consumatori e produttori, nella teoria microeconomica, la minimizzazione dei costi da parte delle imprese e la massimizzazione dell'utilità da parte dei consumatori implica l'esistenza di prezzi di equilibrio. I n base all'ipotesi di convessità, ciascun equilibrio sarà Pareto-efficiente.
Tuttavia, il concetto di equilibrio del mercato è stato criticato dagli austriaci, post-keynesiani ed altri che si oppongono alle applicazioni della teoria microeconomica ai mercati del mondo reale. Gli economisti eterodossi affermano che i modelli microeconomici raramente catturano la realtà.
La microeconomia tradizionale può essere definita in termini di ottimizzazione ed equilibrio, seguendo gli approcci di Paul Samuelson e Hal Varian. D'altra parte, l'economia eterodossa può essere etichettata come l'analisi del nesso tra istituzioni, storia e struttura sociale.

## Sviluppi più recenti
Negli ultimi due decenni, le agende intellettuali degli economisti eterodossi hanno preso una svolta decisamente pluralista. I principali pensatori eterodossi si sono spostati oltre i paradigmi consolidati dell'economia austriaca, femminista, istituzionale-evoluzionista, marxiana, post keynesiana, radicale, sociale e sraffiana, aprendo nuove linee di analisi, critica e dialogo tra le scuole di pensiero. Questa fecondazione di idee è creata da una nuova generazione di studenti, in cui nuove combinazioni di idee eterodosse vengono messe in atto su importanti problemi storici e contemporanei, come le ricostruzioni socialmente fondate dell'individuo nella teoria economica; gli obiettivi e gli strumenti di misurazione economica ed etica professionale; le complessità del processo decisionale nell'odierna economia politica globale; e connessioni innovative tra tradizioni teoriche precedentemente separate (marxiana, austriaca, femminista, ecologica, sraffiana, istituzionalista e post-keynesiana) (per una revisione dell'economia post-keynesiana, vedi Lavoie (1992); Rochon (1999)).
David Colander, un sostenitore dell'economia della complessità, afferma che le idee degli economisti eterodossi vengono spesso discusse senza menzionarli, perché gli strumenti per analizzare le istituzioni, l'incertezza e altri fattori sono stati sviluppati dalla realtà. Suggerisce che gli economisti eterodossi dovrebbero abbracciare una matematica rigorosa.
Alcune scuole di pensiero economico eterodosso hanno anche adottato un approccio inter-disciplinare. La termoeconomia si basa sull'affermazione che i processi economici tendono ad aumentare il livello di entropia (seconda legge della termodinamica). La relazione tra teoria economica, energia ed entropia, è stata estesa per spiegare il ruolo dell'energia nello sviluppo economico in riferimento alla produttività e efficienza.
Vari movimenti studenteschi sono emersi in risposta all'esclusione dell'economia eterodossa nei curricula della maggior parte dei gradi di economia. L'International Student Initiative for Pluralist Economics è stata istituita come una rete per vari gruppi universitari come Rethinking Economics per promuovere il pluralismo in economia.

## Campi del pensiero economico eterodosso
- Scuola istituzionale americana
- Economia austriaca #[19]
- Economia Binaria
- Bioeconomia
- Economia della complessità
- Distributivismo
- Economia ecologica §
- Economia evoluzionistica # § (in parte nell'ambito dell'economia tradizionale)
- Femminismo # §
- Freiwirtschaft
- Georgismo
- Gift-based economics
- Economia verde
- Economia Umanistica
- Economia dell'Innovazione
- Istituzionalismo # §
- Economia islamica
- Economia marxista #
- Mutualismo
- Neuroeconomia
- Economia partecipativa
- Economia Politica
- Economia Post-Keynesiana § include Modern Monetary Theory e Circuitismo
- Economia post-scarsità
- Pluralismo
- Economia delle risorse
- Real-world economics
- Economia collaborativa
- Economia sociale (parzialmente eterodossa)
- Sraffian economics
- Tecnocrazia
- Termoeconomia
- Mouvement Anti-Utilitariste dans les Sciences Sociales

# Elencati in Journal of Economic Literature;
§ Elencati in The New Palgrave Dictionary of Economics
Alcune scuole di scienze sociali mirano a promuovere alcune prospettive: economia politica classica e moderna; sociologia economica e antropologia; questioni di genere e razziali in economia; e così via.